# محوطه تینت بند
محوطه تینت بند مربوط به هزاره اول قبل از میلاد است و در شهرستان سمنان، بخش مهدیشهر، روستای رودبارک واقع شده و این اثر در تاریخ ۱۱ دی ۱۳۸۰ با شمارهٔ ثبت ۴۶۴۶ به‌عنوان یکی از آثار ملی ایران به ثبت رسیده است.